# Прометей (футбольный клуб, Днепродзержинск, 1991)
«Прометей» Днепродзержинск (укр. Футбольний клуб «Прометей» Дніпродзержинськ) — украинский футбольный клуб из Днепродзержинска Днепропетровской области. Основан в 1990 году. Расформирован в 1996 году.

## Прежние названия
- декабрь 1990: «Подводник» Днепродзержинск
- 1990—1991: «Радист» Днепродзержинск
- март 1991—1996: «Прометей» Днепродзержинск

## История
Клуб был основан в марте 1991 года. Его соучредителями стали горспорткомитет, ремстройуправление, Днепродзержинский индустриальный институт. Впоследствии спонсорами городского футбольного клуба были также небольшие коммерческие организации города. Костяк команды составили выпускники ДЮСШ ГорОНО, игравшие в 1990 году за команду «Буревестник». Выступив в зимнем первенстве Днепродзержинска по мини-футболу под названием «Подводник», ФК «Прометей» принял участие в чемпионате Украины среди коллективов физкультуры. Команда заняла место «Радиста». Руководство этой команды, условием передачи права на участие поставило выступление в первенстве Украины под названием «Радист». Лишь со второго круга соревнований имя «Прометея» появилось в протоколах матчей. В этом розыгрыше команда заняла 6 место в своей зоне.
В сезоне 1992/93 гг. «Прометей» стартовал в переходной лиге. Выступление команды оказалось неудачным и в конце сезона «Прометей» оказался на последнем месте. Вновь в когорту профессионалов днепродзержинцы вернулись в 1995 году. На этот раз «Прометей» стартовал во второй лиге. И вновь команда заняла последнее место. Но даже не это в том сезоне было самым плохим. 5 ноября 1995 года на глазах собственных болельщиков команда была повержена севастопольской «Чайкой» со счётом — 0:11. По завершении сезона команда прекратила существование.